# Uniforme de la selección de fútbol de China
El Uniforme de local de China es tradicionalmente todo rojo como su bandera con un borde blanco, mientras que su uniforme de visitante es tradicionalmente una versión invertida del uniforme de inicio, completamente blanco con un borde rojo. Durante la Copa Asiática 1996, China empleó un tercer uniforme que era todo azul con un borde blanco y se usó contra Arabia Saudita durante el torneo. [69] El equipo también comenzó a usar chalecos refrigerantes en ciertos climas más cálidos. [70] Después de décadas de tener a Adidas produciendo los uniformes del equipo, el actual Uniforme de China ha sido producido y fabricado por Nike desde 2015.

#### Proveedores
| Proveedor | Periodo       |
| --------- | ------------- |
| Adidas    | 1985–2015     |
| Nike      | 2015–presente |

## Evolución cronológica

### Local
| 1990-1992 | 1992-1995 | 1995-1996 | 1996-1998 | 1998-2000 | 2000-2002 | Mundial 2002-2003 | 2003-2005 | Beijing 2008 |

| 2010–2011 | 2012–2013 | 2013–2015 |  | 2015 | 2015–2016 | 2016–2018 | 2018–2020 | 2020–2022 | 2022–2024 |

| 2024–presente |

### Alternativo
| 1995-1997 | Mundial 2002 | 2004-2005 | Beijing 2008 | 2010–2012 | 2012–2014 | 2014–2015 | 2015 | 2015 |

| 2015–2016 | 2016–2018 | 2018–2019 | 2018–2019 | 2019–2020 | 2020–2022 | 2022–2024 | 2024–presente |

## Combinaciones
|  | 2018–2020 | 2018–2020 | Tokio 2020 |